# Мартинес де Писон, Игнасио
Игнасио Мартинес де Писон Каверо (исп. Ignacio Martínez de Pisón Cavero) — испанский писатель и сценарист, автор десятка романов, среди которых дважды экранизированный роман Carreteras secundarias (1997 и 2004).

## Биография
Родился в 1960 году в Сарагосе, Арагон. В возрасте девяти лет остался без отца, проведя часть своего детства в Логроньо, а остальную в родной Сарагосе, где обучался у иезуитов. Учился испанской филологии в Сарагосском университете и итальянской в Барселоне, в которой проживает с 1982 года. Написал множество рассказов, а также романов, был издателем и одним из авторов сборника Partes de guerra, посвящённого событиям гражданской войны в Испании. Некоторые его произведения были переведены на французский (Gallimard), итальянский и немецкий языки.
По сценариям и романам Мартинеса де Писона снят ряд картин: Боковые дороги (Carreteras secundarias, 1997), 13 роз (Las 13 rosas, 2007), Чико и Рита (Chico & Rita, 2010). Последний получил премию «Гойя» в номинации «лучший мультипликационный фильм».

## Основные труды
- La ternura del dragón (1984)
- Alguien te observa en secreto (1985)
- Antofagasta (1987)
- Nuevo plano de la ciudad secreta (1992)
- El fin de los buenos tiempos (1994)
- El tesoro de los hermanos Bravo (1996)
- Carreteras secundarias(1996)
- Foto de familia (1998)
- El viaje americano (1998)
- Una guerra africana (2000 и 2008)
- María bonita (2001)
- El tiempo de las mujeres (2003)
- Enterrar a los muertos (2005)
- Las palabras justas (2007)
- Dientes de leche (2008)
- Partes de guerra (2009)
- Aeropuerto de Funchal (2009)
- El día de mañana (2011)